# Абид Ковачевић
Абид Ковачевић (Мркоњић Град, 1. јул 1952) je бивши фудбалер и репрезентативац Југославије.
Рођен је 1952. године у Мркоњић Граду. Играо је за бањолучки Борац, загребачки Динамо и Етникос из Пиреја. Након тога је кратко вријеме играо поново у Борцу, а касније је био и технички директор овог клуба. У каријери је два пута наступао за репрезентацију Југославије (против Колумбије и Мексика), а прије тога је играо и за младу репрезентацију.
Данас живи у Сједињеним Америчким Државама.
У акцији бањалучких новина Глас Српске одржаној 2006. године, некадашњи тренери, играчи и људи који су безмало цели век провели уз Борац изабрали су „Идеалну једанаесторицу“ Борца и међу њима је био Абид Ковачевић.